# Біла кістка
«Біла кістка» — радянський художній фільм 1988 року, знятий режисерами Рубеном Геворкянцем і Георгієм Кеворковим на кіностудії «Вірменфільм».

## Сюжет
Пародія на міліцейський детектив. Все починається з того, що у магазинній котлеті виявляється міліцейський погон. І тоді полковник з розумним та втомленим поглядом розуміє, куди зник його співробітник, посланий із секретним завданням на м'ясокомбінат. Йому нічого не залишається, як заслати в це зміїне гніздо розкрадачів соціалістичної власності улюбленого учня — відважного капітана Гранта.

## У ролях
- Олександр Панкратов-Чорний — Грант
- Леонард Саркісов — Манукян
- Сергій Газаров — Гамлет Карапетович
- Анна Елбакян — Анаїт
- Вадим Александров — Козлов
- Катерина Урманчеєва — Стелла
- Валерій Свєтлов — художник
- Анна Петросян — роль другого плану
- Георгій Овакімян — роль другого плану
- Григор Данієлян — роль другого плану
- Євгенія Нерсесян — мама Гранта
- Віген Степанян — роль другого плану
- М. Панкова — роль другого плану
- Жозеф Налбандян — роль другого плану
- Г. Екімян — роль другого плану
- Грач'я Гаспарян — роль другого плану
- Ваган Симонян — роль другого плану
- Рубен Мкртчян — роль другого плану
- Гарегін Абрамян — роль другого плану
- Олег Похилко — шеф
- Олександр Довготько — Вартуніс
- Віктор Плотников — мафіозі з Сибіру
- І. Мінеско — роль другого плану
- Маїс Саркісян — роль другого плану
- Валерій Жуков — новий начальник
- Левон Мелоян — роль другого плану
- Валерій Балаян — роль другого плану
- Р. Кіракосян — роль другого плану
- Генріх Шаапуні — роль другого плану
- Анаїт Гукасян — роль другого плану
- Ашот Єдігарян — роль другого плану
- Размік Баяндурян — роль другого плану
- Семен Крупник — мафіозі
- Борис Боровський — Ісаак Фрунберг
- Євген Дудов — Тарас Іванович
- Рудольф Мухін — Ходжаєв
- В. Запуніді — мафіозі
- І. Городній — мафіозі
- Ігор Тільтиков — роль другого плану
- Степан Аджапханян — роль другого плану
- Армен Нагапетян — роль другого плану
- Сергій Мкртчян — роль другого плану
- Олег Школьник — роль другого плану

## Знімальна група
- Режисери — Рубен Геворкянц, Георгій Кеворков
- Сценаристи — Леонід Загальський, Семен Лівшин
- Оператор — Юрій Бабаханян
- Композитор — Вагаршак Закарян
- Художник — Фелікс Єгіазарян